# Oenanthe palustris
Oenanthe palustris är en flockblommig växtart som först beskrevs av Emilio Chiovenda, och fick sitt nu gällande namn av C.Norman. Oenanthe palustris ingår i släktet stäkror, och familjen flockblommiga växter. Inga underarter finns listade i Catalogue of Life.